# Чарна (Лодзинське воєводство)
Чарна (пол. Czarna) — село в Польщі, у гміні Злочев Серадзького повіту Лодзинського воєводства.
Населення — 260 осіб (2011).
У 1975-1998 роках село належало до Серадзького воєводства.

## Демографія
Демографічна структура станом на 31 березня 2011 року:
|          | Загалом | Допрацездатний вік | Працездатний вік | Постпрацездатний вік |
| -------- | ------- | ------------------ | ---------------- | -------------------- |
| Чоловіки | 122     | 36                 | 72               | 14                   |
| Жінки    | 138     | 27                 | 79               | 32                   |
| Разом    | 260     | 63                 | 151              | 46                   |